# Horst Dieter Gölzenleuchter
Horst Dieter (Oskar) Gölzenleuchter (* 15. April 1944 in Freiburg im Breisgau) ist ein deutscher Maler, Grafiker und Autor. Er lebt und arbeitet in Bochum.

## Leben
H.D. Gölzenleuchter war einer der Gründungsmitglieder der „Werkstatt Dortmund“ im Werkkreis Literatur der Arbeitswelt, welche 1970 entstand. Ein Jahr später, 1971, ließ sich Gölzenleuchter freiberuflich als bildender Künstler nieder. Mit seinen ersten literarischen Gehversuchen wurde anschließend 1979 der Kleinverlag „Edition Wort und Bild“ geboren, in dem bibliophile Bücher und Grafiken verlegt werden.
1980 war er an der Gründung des Bundesverbandes Bildender Künstler Westfalen/Süd (BBK) beteiligt.
1982 eröffnete Gölzenleuchter die „Werkstatt Wort und Bild“ als Ort für Autorenlesungen und regelmäßigen Ausstellungen zur kritischen und realistischen Kunst. 1989 stellte er zusammen mit diversen bildenden Künstlern die Wanderausstellung Der aufrechte Gang zu Carl von Ossietzky zusammen. Im Zuge dieses Projektes errichtete man eine Stahlplastik im öffentlichen Raum, nämlich in Bochum-Langendreer am „Stern“.
Seit 1993 arbeitet Gölzenleuchter an museumspädagogischen Konzepten im Bereich Linol-/Holzschnitt mit und bis 1997 war er 1. Vorsitzender der Fachgruppe Bildende Kunst Westliches Westfalen in der IG Medien.
Gölzenleuchter verfasste, verlegte und illustrierte zahlreiche Bücher. Von 1989 bis 2006 arbeitete er an der Jahresschrift für Literatur und Grafik Muschelhaufen mit. Im Jahr 2001 überreichte ihm die Zeitschrift Die Brücke den ersten Preis für Grafik im Wettbewerb „Weltbilder Kosmopolitania“.

## Werke

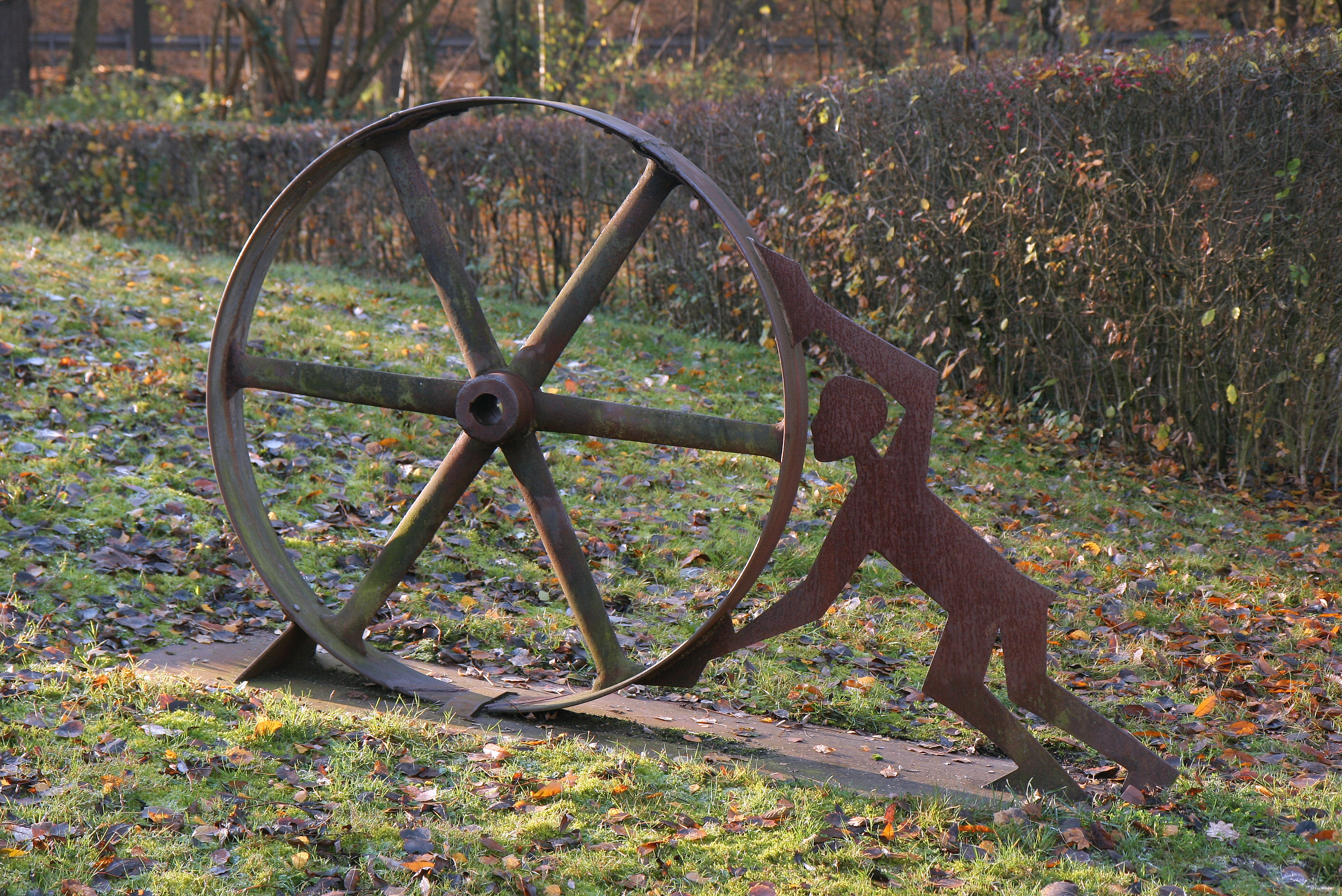
Stahlskulptur Sisyphos (2000) in der Historischen Fabrikenanlage Maste-Barendorf

Horst Dieter Gölzenleuchter ist bekannt für seine Holzschnitte. Er verwendet dafür oft hölzerne Fundstücke, die Grundlage für seine Kunst, um darin mit den Messern seine Bilder einzugraben. Seine Motive sind meist politischer und gesellschaftlicher Art, er appelliert an die Gesellschaft, thematisiert soziale Ungerechtigkeit und wirbt für ein friedvolles Zusammenleben der Kulturen. Zu seinen Werken gehören auch Stahlskulpturen. Das Nachrichtenportal der WAZ-Mediengruppe Der Westen bezeichnete Gölzenleuchter als würdigen Nachfahren von Kirchner und Heckel.

### Einzelausstellungen
- 1988: Holzschnitte, Museum Mülheim
- 1991: Holzschnitt – H.D. Gölzenleuchter, Kunsthalle Bielefeld
- 1992: Holzschnitte/Aquarelle, Städtische Galerie Dorsten
- 1993: Holzschnitt – Druckaktion – Ausstellung, Kunstmuseum Gelsenkirchen
- 1994: Malerei – Holzschnitte, Galerie bo7, Bochum; Poetische Momente, die galerie, Essen
- 1995: Holzschnitte, Malerei, Museum der Stadt Werl; Boomvrouw, de kleine galerie an de dijk, St. Jacobiparochie, Niederlande
- 1996: Wood cut prints, THE EASEL – Art Gallery, Madras (Indien)
- 1997: Galerie Tòth-van Rooij, Oudkerk/Niederlande
- 1999: Die Technik des Holzschnitts, Museum Bochum
- 2003: Zeitzeugnisse – Radierungen, Stahlskulpturen, Stadtmuseum Iserlohn
- 2004: B-greifen, Kunstmuseum Alte Post, Mülheim; Zeitzeugnisse II – Malerei, Stadtmuseum Iserlohn
- 2007: Farbe, die nicht schweigen will, hogeDRUKgebied, Rotterdam (NL)
- 2009: Boesner-Katalog

### Bücher (Auswahl)
- und mal die Sonne bunt. Verse und Linolschnitte für Kinder. Edition Wort und Bild Bochum 1998
- H. D. Gölzenleuchter, Zeitzeugnisse. Radierungen aus 30 Jahren. Bochum 2003, ISBN 3-927430-39-0
- Holzschnittgeschichten. Bochum 2008, ISBN 978-3-927430-60-0

## Zitate
- „Das Holzschneiden ist eine ehrliche Kunst, das Holz ein ehrliches Material. Es besitzt eine herbe Poesie.“
- „Wer unter ‚holzschnittartig‘ nur etwas Undifferenziertes verstehen kann, befindet sich zwar auf einem ‚Holzweg‘, aber auf einem morschen.“